# X線天文学
X線天文学（エックスせんてんもんがく、英語: X-ray astronomy）は、観測天文学の一分野で、天体から放射されるX線の研究を行なう。X線放射は地球の大気によって吸収されるため、X線の観測装置は高い高度へ運ばなければならない。そのためにかつては気球やロケットが用いられた。現在ではX線天文学は宇宙探査の一分野となっており、X線検出器は人工衛星に搭載されるのが普通である。
X線は一般に、100万～1億Kという極端な高温のガスから放射される。このような天体では原子や電子が非常に高いエネルギーを持っている。1962年の最初の宇宙X線源の発見は驚くべきものであった。このX線源はさそり座で最初に発見されたX線源であることからさそり座X-1と呼ばれ、天の川の中心方向に位置していた。発見者のリカルド・ジャコーニはこの発見によって2002年のノーベル物理学賞を受賞した。後に、このX線源から放出されているX線は可視光での放射強度より1万倍も強いことが明らかになった。さらに、このX線の放射エネルギーは太陽の全波長での放射エネルギーの10万倍に達するものであった。現在では、このようなX線源は中性子星やブラックホールといったコンパクト星であることが分かっている。このような天体のエネルギー源は重力エネルギーである。天体の強い重力場によって落ち込んだガスが加熱されて高エネルギーのX線を放射している。
現在までに数千個のX線源が知られている。加えて、銀河団にある銀河同士の間の空間は約1億Kという非常に高温でしかも非常に希薄なガスで満たされているらしいことが分かっている。この高温ガスの総量は観測できる銀河の質量の5～10倍に達する。この意味で我々はまさに高温の宇宙に住んでいると言える。

## X線観測の手法
宇宙からは 30keV (4800 aJ) 以上という非常にエネルギーの高いX線光子が降り注いでおり、このような光子は大気中に少なくとも数メートルは侵入しているが、地球の大気は十分に厚いので宇宙空間から地球表面まで達するX線は事実上全くない。（よってこのようなX線が地上で検出されることはない。そうでなければ医療用X線装置は使い物にならなくなるだろう。）宇宙X線源の放射エネルギーの大半を担っている 0.5-5keV (80-800 aJ) までの範囲のX線は数枚の紙で遮蔽できる。3keV (480 aJ) のX線ビームに含まれる光子の90%は大気中を約10cm飛んだところで吸収されてしまう。
よって空からのX線を観測するためには、X線検出器は地球大気よりも高い場所に置かなければならない。検出器を高高度に運ぶ方法には主として、ロケット、気球、人工衛星の3つがあるが、現在ではもっぱら人工衛星が研究者に広く使われている。

### ロケット観測
ロケットを用いる場合には、X線検出器をロケットのノーズコーンに搭載し、大気圏外へ打ち上げる。ロケットによる最初のX線観測は1949年、アメリカニューメキシコ州ホワイトサンズ・ミサイル実験場からV2ロケットによって行なわれた。このロケットに搭載された海軍の観測装置によって、太陽からのX線が検出された。1962年6月にはエアロビー150型ロケットによって、別の天体からのX線が初めて検出された。ロケット観測の最大の難点は飛行時間が非常に短い（ロケットが大気圏外に出てから地球に向かって落ちるまで、わずか数分間しか観測できない）ことと、視野が限られることである。アメリカから打ち上げられたロケットでは南天のX線源を観測することができず、オーストラリアから打ち上げた場合には北天を観測できない。

### 気球
気球は観測装置を海抜約35kmの高度まで運ぶことができる。これは地球大気の大半を含む高度よりも高い。数分間の間に観測データを取得するロケットとは異なり、気球でははるかに長い時間空中にとどまることができる。しかし、この高度でも依然としてX線スペクトルの多くは大気に吸収されてしまう。エネルギーが 35keV (5600 aJ) よりも低いX線は気球には届かない。近年行なわれた気球実験の一つに、カリフォルニア大学サンディエゴ校とカリフォルニア大学バークレー校の共同チームによる高解像度ガンマ線硬X線分光計 (High Resolution Gamma-ray and Hard X-ray Spectrometer, HIREGS) と呼ばれるプロジェクトがある。この計画では気球は南極から放出され、定常風に乗って2ヶ月以上に渡り南極上空を周回飛行しながら観測を行なった。このほかに行われた気球実験に、名古屋大学とゴダード宇宙センターによるInFOCuS、大阪大学・名古屋大学・ISASの共同チームによるSUMIT、マーシャル宇宙飛行センターによるHERO、コロンビア大学・Caltech・LLNL・DSRIによるHEFT等がある。

### 人工衛星
人工衛星に検出器を搭載すると、地球大気よりも十分高い軌道で観測を行うことができる。気球とは異なり、衛星に搭載した観測装置はX線のスペクトル全体を観測することができる。またロケットと違って観測装置が機能している間ずっとデータを取ることができる。例として、1969年にアメリカによって打ち上げられたVela-5B衛星では、X線検出器は10年以上にわたって動作し続けた。
現在稼動しているX線観測衛星には、ESAによって打ち上げられた XMM-Newton や NASA の Chandra、NuSTAR などがある。ESA の SMART-1 は月面のX線発光現象のマッピング観測を行うためのX線望遠鏡を搭載している。また、国際宇宙ステーション日本実験棟きぼうには、全天を継続的に観測し変光天体や突発天体を探す全天X線監視装置(MAXI)が設置される。過去の観測衛星としては他に ROSAT やアインシュタイン、はくちょう、てんま、ぎんが、あすか、BeppoSAX、すざく、ひとみなどが挙げられる。

## X線検出器

### マイクロカロリメーター
マイクロカロリメーターは光子を一度に1個ずつ検出する装置である。X線光子を吸収すると吸収体の温度がわずかに上昇することを利用してX線のエネルギーを求める。天体から届くX線光子はブラックホールのような強いX線源でもあまり多くないため、この装置は天文学の用途に適している。詳しくは外部リンク及び
カロリメーターの項を参照のこと。

### 超伝導遷移端温度計
超伝導遷移端センサー (Transition Edge Sensor, TES) は次世代のマイクロカロリメーターである。本質的には、金属を超伝導から常伝導に転移するぎりぎりの温度に冷却しておき、X線光子を吸収して温度が上昇すると超伝導状態が破れて常伝導に転移する現象を使ってX線を検出するものである。転移温度は通常、絶対温度で数Kという極低温である。

## 宇宙のX線源
宇宙には、銀河団や活動銀河中心核（AGN と呼ばれる）のブラックホールから、超新星残骸や恒星、白色矮星を含む連星系（激変星）、中性子星やブラックホールを含む連星系（X線連星）などの銀河系内の天体まで、X線を放出する様々な種類の天体が存在する。太陽系天体の中にもX線を放射するものがある。その中でも注目すべき天体は月である。X線で月を撮影すると、月の明るい側は太陽からのX線を反射して明るいのに対し、月の暗い側はその周りの宇宙よりもさらに暗い。これは一見何もないように見える背景宇宙からもX線が放射されているということであり、このX線背景放射は分解されていないX線源からの放射の重ね合わせであると考えられている。
ブラックホールはX線を放射する。これはブラックホールに落ち込む物質が重力エネルギーを得て、事象の地平面に飲み込まれる前にそのエネルギーをX線として放出するためである。ブラックホールに落ち込む物質は角運動量を持っているため、物質は直接落ち込むのではなくブラックホールの周囲を回転する。このためブラックホールの周囲の物質はしばしば降着円盤を形成する。降着円盤の物質は摩擦によって非常に高温になり、X線を放射しながらゆっくりと角運動量を失い、中心天体に向かって落ちて行く。同様の明るい降着円盤は白色矮星や中性子星の周囲にも作られるが、これらの円盤のガスは高密度の母天体表面と大きな速度で衝突するため、これによってさらに余分のエネルギーが放出される。中性子星の場合、ガスの降着速度は光速の数分の一に達する。中性子星や白色矮星の中には、天体の持つ磁場が非常に強いために降着円盤が形成されないものもある。ブラックホールからのX線は非常に短い時間スケールで変光する。この光度変化からブラックホールの大きさに関する情報が得られる。
銀河団は銀河群や個々の銀河など、より小さな単位の物質が合体して作られている。銀河団の物質（銀河、ガス、ダークマター）は銀河団の重力ポテンシャル井戸に落ち込むにつれて運動エネルギーを得る。中心に落ち込むガスは既に銀河団内にあるガスと衝突し、その衝撃波によって107-8 K にまで加熱される。加熱の度合は銀河団の大きさによって変わる。この超高温のガスから熱制動放射によってX線が放出され、それに混じってガスの中の重元素による輝線スペクトルが見られる。銀河団内の銀河同士やダークマターは衝突確率がほとんどない無衝突系になっているため、すぐにビリアル平衡に達して銀河団のポテンシャル井戸の中を軌道運動するようになる。